# Eros (fill d'Ares)
Eros (en grec Ἔρως, ‘amor') és el déu de l'amor en la mitologia grega. La seva personalitat va evolucionar des de l'època arcaica fins al període hel·lenístic i el romà.
En les teogonies més antigues Eros era considerat un déu primigeni, nascut al mateix temps que Gea, la Terra i sorgit del Caos primitiu. A Tèspies se l'adorava en aquest estat primitiu, en forma de pedra. Una altra versió explica que Eros neix d'un ou, engendrat per Nix, la Nit, que quan s'obre per la meitat forma la terra i la seva cobertura, el cel. Eros va ser sempre, fins i tot en l'època alexandrina, una força primordial i fonamental del món. Assegura la continuïtat de les espècies i la cohesió del cosmos. Algunes vegades era anomenat Eleuteri (Ἐλευθερεύς), ‘el llibertador' (de la mateixa manera que Dionís).
Plató va escriure contra la tendència de presentar Eros com un gran déu. En un dels seus diàlegs, El convit, posa en boca de Diotima, una sacerdotessa de Mantinea que temps enrere havia iniciat Sòcrates, algunes consideracions sobre Eros. Segons ella, Eros és un geni mediador entre els déus i els homes. Va néixer de la unió entre Poros (el Recurs) i Pènia (la Pobresa), al jardí dels déus, al final d'un gran banquet on hi havien participat totes les divinitats. Eros buscaria sempre el seu objectiu, com la pobresa, que busca sempre la manera de satisfer la seva necessitat, i sap utilitzar els recursos per a aconseguir el seu fi. Però, segons Diotima, lluny de ser un déu totpoderós, és una força inquieta i insatisfeta.
Altres mites li donaven genealogies diferents. Se'l considerava fill d'Ilitia o d'Iris, o d'Hermes i Àrtemis, o també, i aquesta és la tradició més estesa, fill d'Hermes i Afrodita. Però els mitògrafs han establert distincions en la figura d'Eros. Així com es distingeixen diverses Afrodites, Eros té també diversos orígens i funcions. Un seria fill d'Hermes i d'Afrodita. Un altre, al que s'anomenava Ànteros (l'amor recíproc) hauria nascut d'Ares i d'Àrtemis. Un tercer Eros seria fill d'Hermes i Àrtemis. Aquest seria el característic déu amb ales, el més divulgat per poetes i escultors. Ciceró, al final del seu tractat La naturalesa dels déus, va llistar aquestes subtileses dels mitògrafs i demostrava el caràcter artificiós d'aquests mites, creats per resoldre dificultats i contradiccions de les llegendes primitives.
Sota la influència dels poetes, Eros va adquirir el seu caràcter tradicional. El mostren com un nen, amb freqüència alat però de vegades sense ales, que es diverteix portant l'angoixa als cors i armat amb un arc i fletxes. Algunes d'aquestes fletxes són daurades i tenen plomes de colom i, quan es claven al cor de déus i de mortals, se'ls inflama d'amor. Però altres fletxes són de plom amb plomes de mussol, i qui és ferit per aquestes fletxes cau en la indiferència.
Escomet els déus, a Apol·lo, a Zeus, i fins i tot a la seva mare Afrodita, i també als herois, com Hèracles, i als humans. Els poetes alexandrins el representaven jugant a les nous (l'equivalent a les bitlles, però també amb connotacions sexuals), amb infants divins, especialment amb Ganimedes, però també amb el seu germà Ànteros. Aquests poetes van inventar càstigs infantils que quadressin amb el caràcter del déu. Eros era castigat per la seva mare. Eros ferit per haver collit roses sense tenir en compte les espines. Sota el nen d'aparença innocent, es mostra també el déu poderós i capaç, que pot produir ferides inguaribles. La seva mare sempre el tem una mica.
En la llegenda tardana d'Eros i Psique era representat com un adolescent.
El seu equivalent en la mitologia romana era Cupido (el desig), també conegut com a Amor. Se l'associa sovint amb Venus.
Segons una tradició, Eros era principalment el patró de l'amor entre els homes, mentre que Afrodita ho era de l'amor entre els homes i les dones. Per aquest motiu la seva estàtua es trobava a les palestres, un dels principals llocs de reunió dels homes amb els seus amants. Els espartans li feien sacrificis abans de la batalla. Meleagre recull aquest paper en un poema conservat a l'Antologia Grega: «La reina Cípria, una dona, aviva el foc que fa embogir els homes per les dones, però el mateix Eros convenç a l'amor dels homes pels homes» (Mousa Paidiké, 86).

## Etimologia
El grec ἔρως, éros que significa 'desig' (d'on prové erotisme) prové del verb ἔραμαι, éramai i en infinitiu forma ἐρᾶσθαι, 'desitjar, estimar', ella mateixa d'etimologia incerta. R. S. P. Beekes especula sobre un origen pregrec.

## Culte i representació
Eros apareix a les fonts gregues antigues sota diverses formes diferents. A les fonts més antigues (les cosmogonies, els primers filòsofs i textos referits a les religions mistèriques), és un dels déus primordials implicats en l'adveniment del cosmos. En fonts posteriors, però, Eros és representat com el fill d'Afrodita, les intervencions entremaliades del qual, en els afers dels déus i els mortals, fan que es formin vincles d'amor, sovint de manera il·lícita. En última instància, els poetes satírics posteriors, el representen com un nen amb els ulls embenats, el precursor del grassonet Cupido renaixentista, mentre que a la poesia i l'art grec primerenc, Eros es representava com un home adult jove que encarna el poder sexual i un artista profund.
A la Grècia preclàssica existia un culte a Eros, però era molt menys important que el d'Afrodita. Tanmateix, a l'antiguitat tardana, Eros era adorat per un culte a la fertilitat a Tèspies. A Atenes, va compartir un culte molt popular amb Afrodita, i el quart dia de cada mes era sagrat per a ell (també compartit per Hèracles, Hermes i Afrodita).
Eros era un dels erotes, juntament amb altres figures com Hímer i Pothos, que de vegades es consideren patrons de l'amor homosexual entre homes. Eros també forma part d'una tríada de déus que jugaven papers en les relacions homoeròtiques, juntament amb Hèracles i Hermes, que atorgava qualitats de bellesa (i lleialtat), força i eloqüència, respectivament, als amants masculins.
Els ciutadans de Tèspies celebraven l'Erotidia (Ἐρωτίδεια) que significa festes d'Eros.
Tenia l'epítet Klêidouchos (Κλειδοῦχος), que significa sostenir/portar les claus, perquè portava la clau dels cors. A més, tenia l'epítet Pandemos (Πάνδημος, "comú a tots els persones").

## Mitologia

### Déu primordial

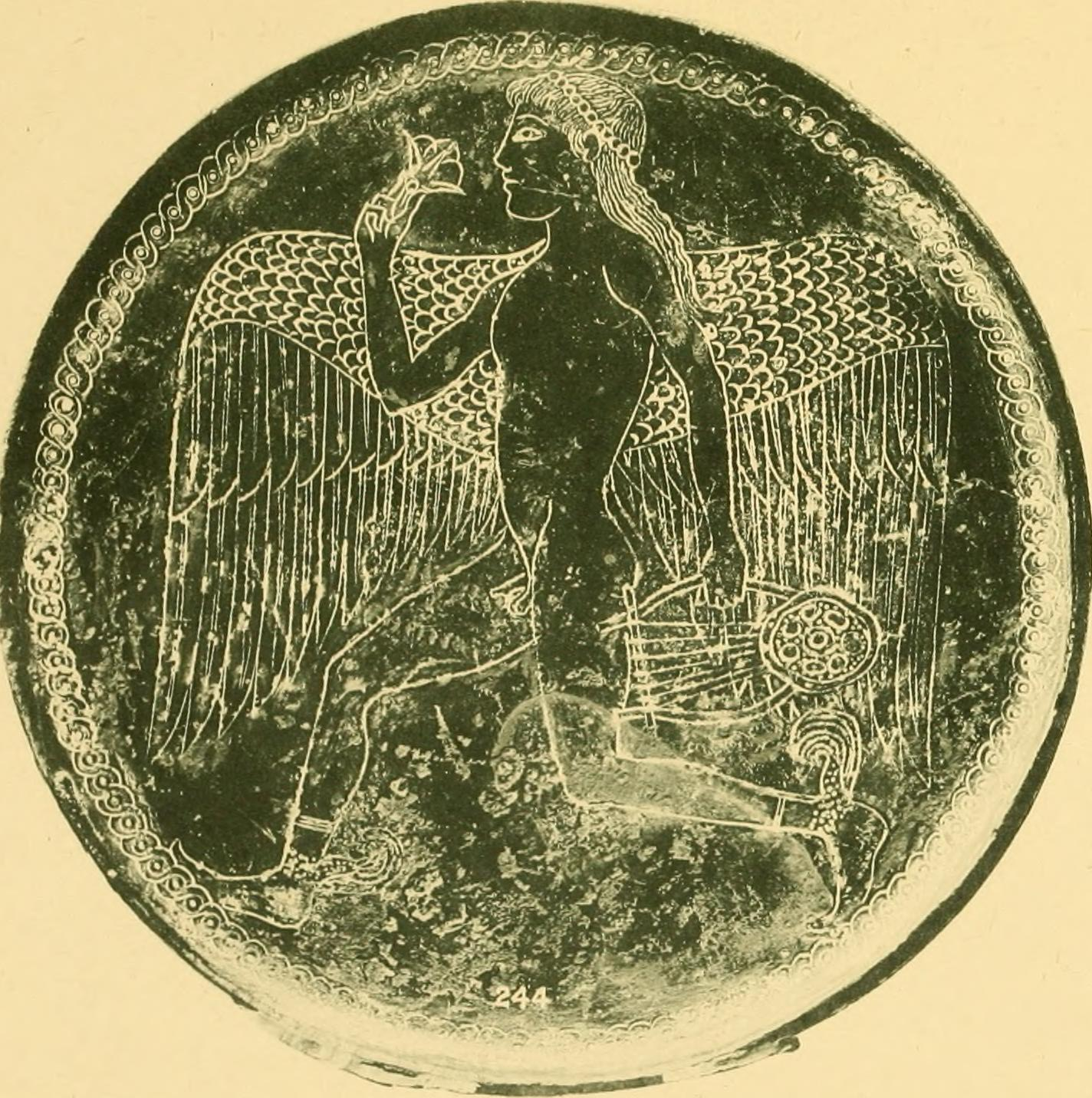
Mirall etrusc o grec amb una representació gravada d'Eros amb lira

Segons la Teogonia de Hesíode (c. 700 aC), una de les fonts gregues més antigues, Eros (Amor) va ser el quart déu que va existir, després de Caos, Gaia (Terra) i Tàrtar.
Homer no esmenta Eros. No obstant això, Parmènides (c. 400 aC), un dels filòsofs presocràtics, fa d'Eros el primer de tots els déus a existir.
Aristòfanes, a la seva comèdia Els ocells (414 aC), presenta una paròdia d'una cosmogonia que s'ha considerat òrfica, en què neix Eros d'un ou posat per Nix, la deessa de la nit.
En algunes versions l'Ou òrfic que conté Eros és creat per Cronos, i és Eros qui va tenir Nix com a filla i la va prendre com a consort. Eros va ser anomenat "Protogonos" que significa "primogènit" perquè va ser el primer dels immortals que podia ser concebut per l'home, i es pensava com el creador de tots els altres éssers i el primer governant de l'univers. Nix va portar a Eros els déus Gaia i Urà. Eros passa el seu ceptre de poder a Nix, que després el passa a Urà. Els òrfics també pensaven que Dionís era una encarnació de l'Eros primordial, i que Zeus (el governant modern) va passar el ceptre del poder a Dionís. Així, Eros va ser el primer governant de l'univers, i com a Dionís va recuperar el ceptre del poder una vegada més.

### Fill d'Afrodita i Ares

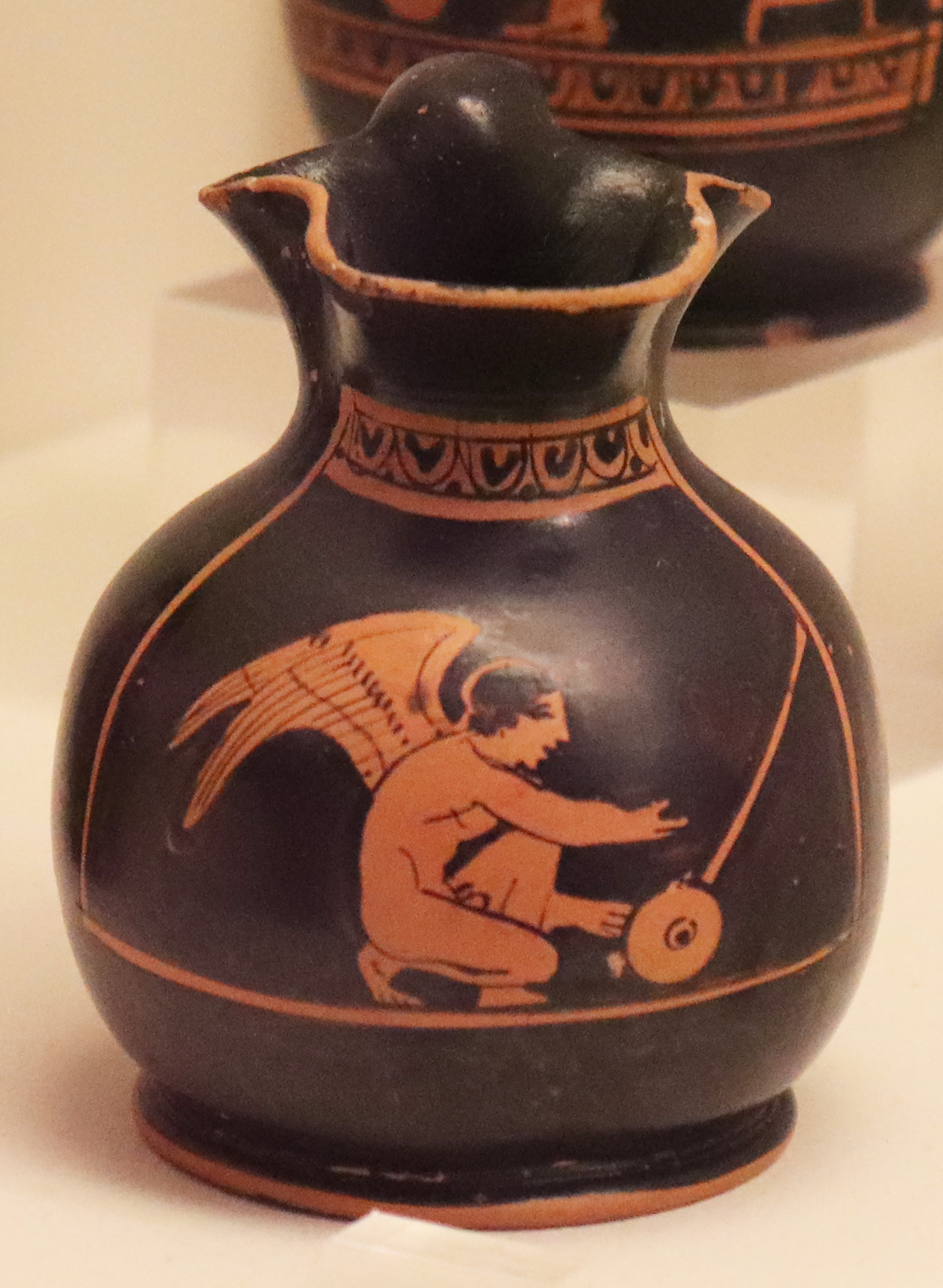
Eros alat amb carro de joguina, Museu Arqueològic Nacional d'Atenes

En mites posteriors, era fill de les divinitats Afrodita i Ares: és l'Eros d'aquests mites posteriors qui és un dels erotes. Eros es va representar sovint portant una lira o arc i fletxa. També va ser representat acompanyat de dofins, flautes, galls, roses i torxes.

### Cupido i Psique

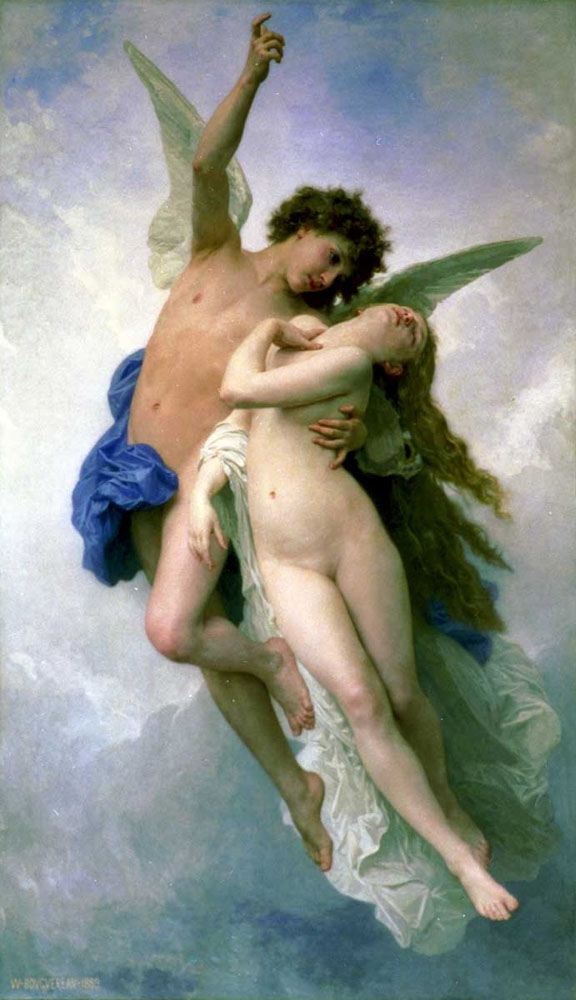
Psyche et L'Amour (Psique i l'amor) (1889) per William Bouguereau.

La història de Eros i Psique té una llarga tradició com a conte popular de l'antic món grecoromà molt abans que es comprometés amb la literatura a la novel·la llatina de Luci Apuleu, L'ase d'or. La novel·la en si està escrita en un estil romà picaresc, però Psique conserva el seu nom grec tot i que Eros i Afrodita s'anomenen amb els seus noms llatins (Cupido i Venus). A més, Cupido es representa com un adult jove, en lloc d'un nen alat gros (putto amorino).
La història narra la recerca de l'amor i la confiança entre Eros i Psique. Afrodita estava gelosa de la bellesa de la princesa mortal Psique, ja que els homes deixaven els seus altars estèrils per adorar una dona mortal, i per això va ordenar al seu fill Eros, el déu de l'amor, que fes que Psique s'enamorés de la criatura més lletja a la terra. En canvi, Eros s'enamora de la mateixa Psique i la porta a casa seva. La seva fràgil pau es veu arruïnada per la visita de les geloses germanes de Psique, que fan que traeixi la confiança del seu marit. Ferit tant emocionalment com físicament, Eros deixa la seva dona, i Psique vaga per la Terra, buscant el seu amor perdut. Visita el temple de Demèter i el temple d'Hera buscant consell. Finalment, troba el seu camí cap al temple d'Afrodita i s'acosta a Afrodita demanant-li ajuda. Afrodita imposa quatre tasques difícils a Psique, que és capaç d'aconseguir mitjançant una ajuda sobrenatural.
Després de completar amb èxit aquestes tasques, Afrodita cessa. Després d'una experiència propera a la mort, Zeus converteix a Psique en una immortal per viure entre els déus amb el seu marit Eros. Junts van tenir una filla, Voluptas o Hedoné (que vol dir plaer físic, felicitat).
En la mitologia grega, Psique era la divinització de l'ànima humana. Va ser retratada en mosaics antics com una deessa amb ales de papallona (perquè psique també era la paraula grega antiga per a "papallona"). La paraula grega "psique" significa literalment "ànima, esperit, alè, vida o força animadora".
A la narració Gnòstica que es troba a Sobre l'origen del món, Eros, durant la creació de l'univers, es troba dispers en totes les criatures del Caos, existent entre el punt mitjà de la llum i la foscor, així com els àngels i les persones. Més tard, Psique aboca la seva sang sobre ell, fent que la primera rosa broti a la Terra, seguida de totes les flors i herbes.

### Dionisíaques

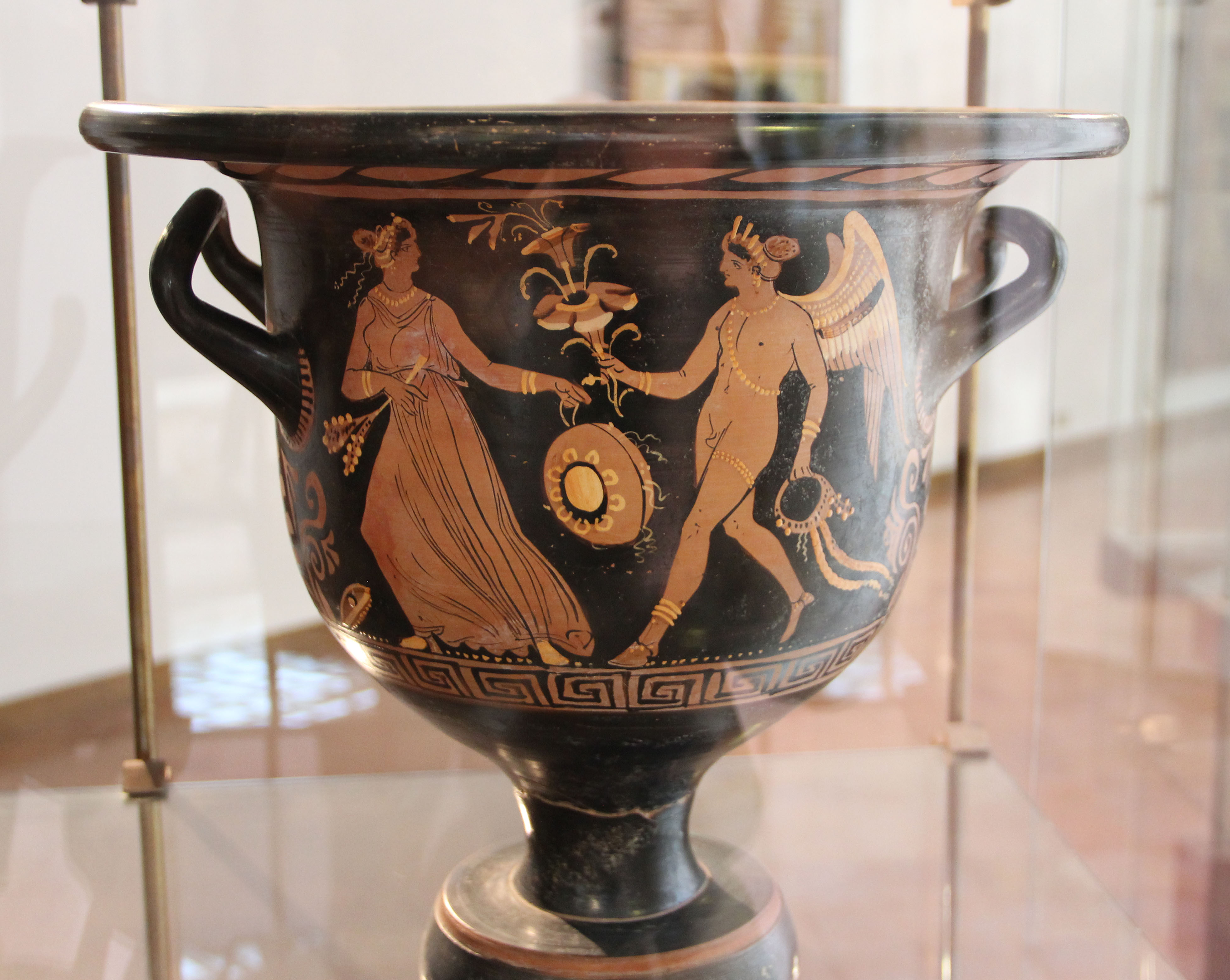
Eros i una mènade, Museu d'Agrigent

Eros apareix en dos mites relacionats amb Dionís. En el primer, Eros va fer que Himne, un jove pastor, s'enamorés de la bella nàiade Nicea. Nicea mai va correspondre a l'afecte d'Himne, i aquest, desesperat, li va demanar que el matés. Ella va complir el seu desig, però Eros, disgustat amb les accions de Nicea, va fer que Dionís s'enamorés d'ella colpejant-lo amb una fletxa d'amor. Nicea va rebutjar Dionís, així que va omplir de vi la font que ella solia beure. Intoxicada, Nicea va descansar mentre Dionís la forçava. Després, va intentar trobar-lo buscant venjança, però mai el va trobar. A l'altre, una de les nimfes donzelles d'Àrtemis, Aura presumia de ser millor que la seva mestressa, pel fet de tenir un cos de verge, a diferència de la figura sensual i exuberant d'Artemisa, posant en dubte la virginitat d'Artemisa. Àrtemis, enfadada, va demanar a Nèmesis, la deessa de la venjança i la retribució, que la vengés, i Nèmesis va ordenar a Eros que enamorés Dionís d'Aura. Aleshores, el conte continua de la mateixa manera que el mite de Nicea; Dionís aconsegueix embriagar Aura i llavors la viola.

## Atributs

### Arc i fletxes

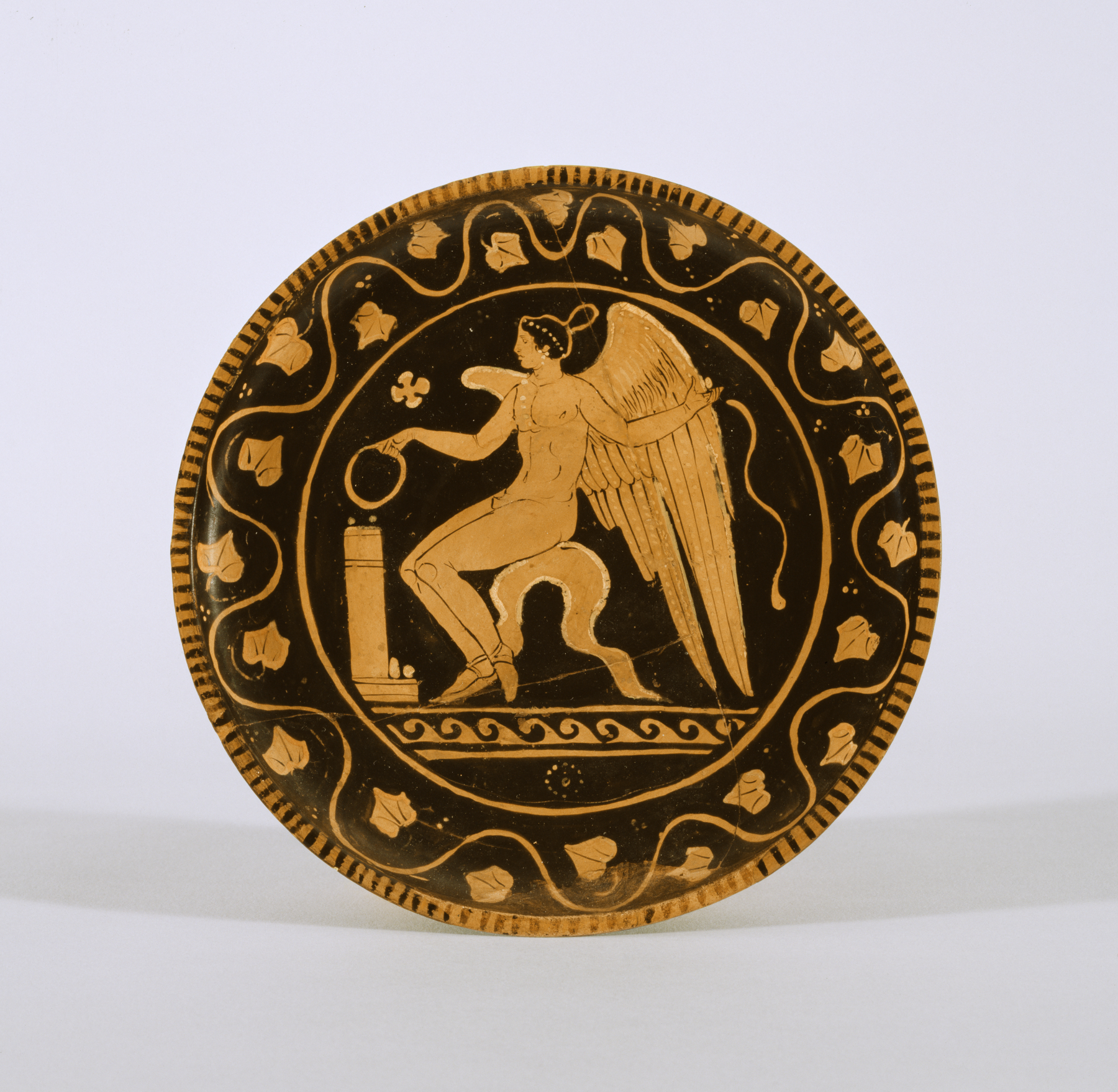
Placa amb Eros; 340–320 aC; terracota de figures vermelles; Walters Art Museum

Eros és imaginat com un jove preciós que porta arc i fletxes poderoses que fa servir per enamorar bojament a qualsevol. Ovidi, un autor romà, elabora l'arsenal d'Eros i especifica que Eros porta dos tipus de fletxes; les primeres són les seves fletxes daurades que indueixen un poderós sentiment d'amor i afecte al seu objectiu. El segon tipus estan fets de plom i tenen l'efecte contrari; fan que la gent sigui contrària a l'amor, i omplin els seus cors d'odi. Això s'utilitza principalment a la història de Daphne i Apol·lo, on Eros va fer que Apol·lo s'enamorés de la nimfa i que Daphne detesti qualsevol forma de romanç. Mentrestant, al conte d'Ovidi sobre el segrest de Persèfone per Hades, el rapte és iniciat per Afrodita i Eros; Afrodita ordena a Eros que enamori Hades de la seva neboda, perquè el seu domini pugui arribar a l'Inframón. Eros ha d'utilitzar la seva fletxa més forta per fer fondre el cor sever d'Hades.
En un fragment d'Anacreont, conservat per Ateneu, l'autor es lamenta que Eros el va colpejar amb una bola de color porpra, fent-lo enamorar d'una dona que se sent atreta per altres dones, i el defuig pel seu blanc cabell.
Eros es caracteritza per ser una entitat poderosa que controla tothom, i fins i tot els immortals no en poden escapar. Lucià va satirizar aquest concepte en els seus Diàlegs dels déus, on Zeus retreu a Eros per haver-lo fet enamorar i després enganyar tantes dones mortals, i fins i tot la seva mare Afrodita li aconsella que no utilitzi tots els déus com a jocs. No obstant això, Eros no va poder tocar cap de les deesses verges (Hestia, Atenea i Àrtemis) que havien fet un vot de puresa. Safo escriu sobre Àrtemis que «l'Eros que afluixa les extremitats mai s'acosta a ella.»

### Eros i les abelles

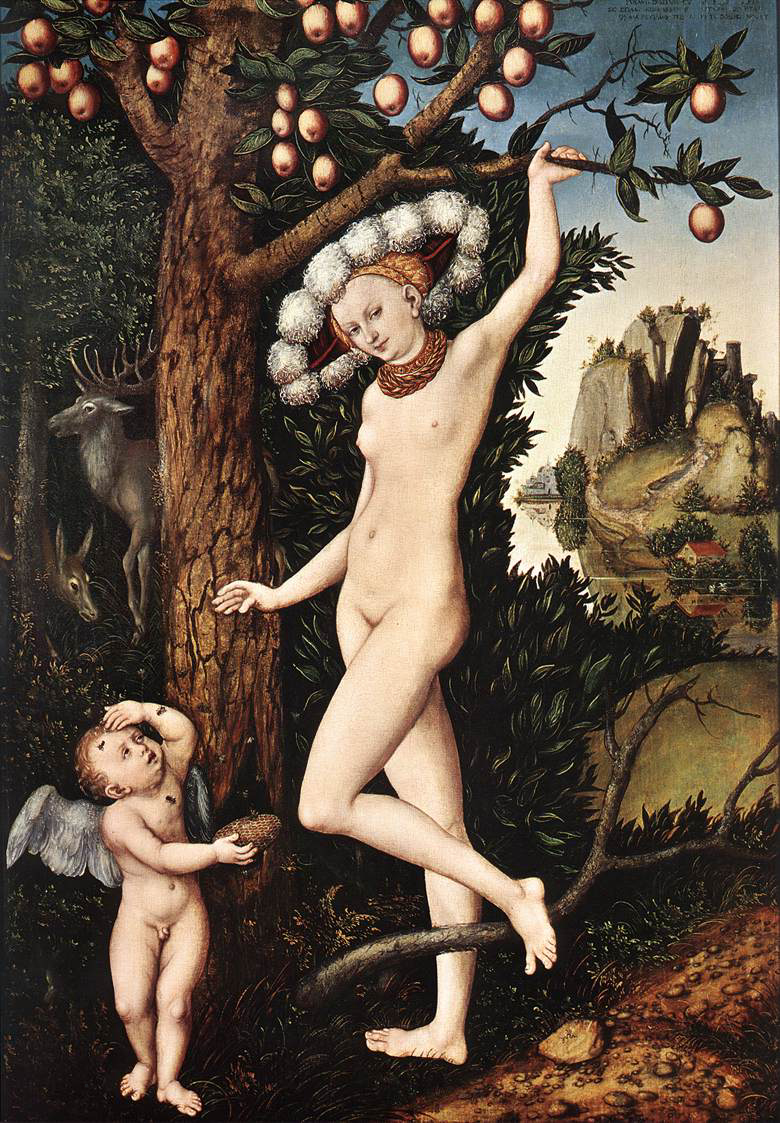
Cupido el lladre de mel, de Lucas Cranach el Vell

Un motiu repetitiu en la poesia antiga incloïa que Eros fos picat per les abelles. La història es troba per primera vegada a Anacreontea, atribuïda a l'autor Anacreont del segle vi aC, i diu que Eros va anar una vegada a la seva mare Afrodita plorant per haver estat picada per una abella, i va comparar la petita criatura amb una serp amb ales. Aleshores, Afrodita li pregunta, si creu que la picada de l'abella fa tant de mal, què en pensa del dolor que causen les seves pròpies fletxes.
Teòcrit, arribant una mica més tard durant el segle iv aC, va ampliar una mica l'anècdota en els seus Idil·lis (Idili XIX). El petit Eros és picat per les abelles quan intenta robar la mel del seu rusc. Les abelles li perforen tots els dits. Corre cap a la seva mare plorant, i reflexiona sobre com les criatures són tan petites i causen un dolor tan gran. Afrodita somriu i el compara amb les abelles, ja que ell també és petit i causa un dolor molt més gran que la seva mida.
Aquest petit conte es va tornar a explicar a l'antiguitat i al Renaixement moltes vegades.

### Déu de l'amistat i la llibertat
Pontià de Nicomèdia, un personatge d'El sopar dels erudits d'Ateneu, afirma que Zenó de Cítion pensava que Eros era el déu de l'amistat i la llibertat.
Erxias (Ἐρξίας) va escriure que els samians van consagrar un gimnàs a Eros. El festival instituït en el seu honor s'anomenava Eleutheria (Ἐλευθέρια), que significa "llibertat".
Els Lacedemonis van oferir sacrificis a Eros abans d'entrar a la batalla, pensant que la seguretat i la victòria depenen de l'amistat dels qui s'ajunten a la batalla. A més, els cretencs oferien sacrificis a Eros en la seva línia de batalla.

## Galeria

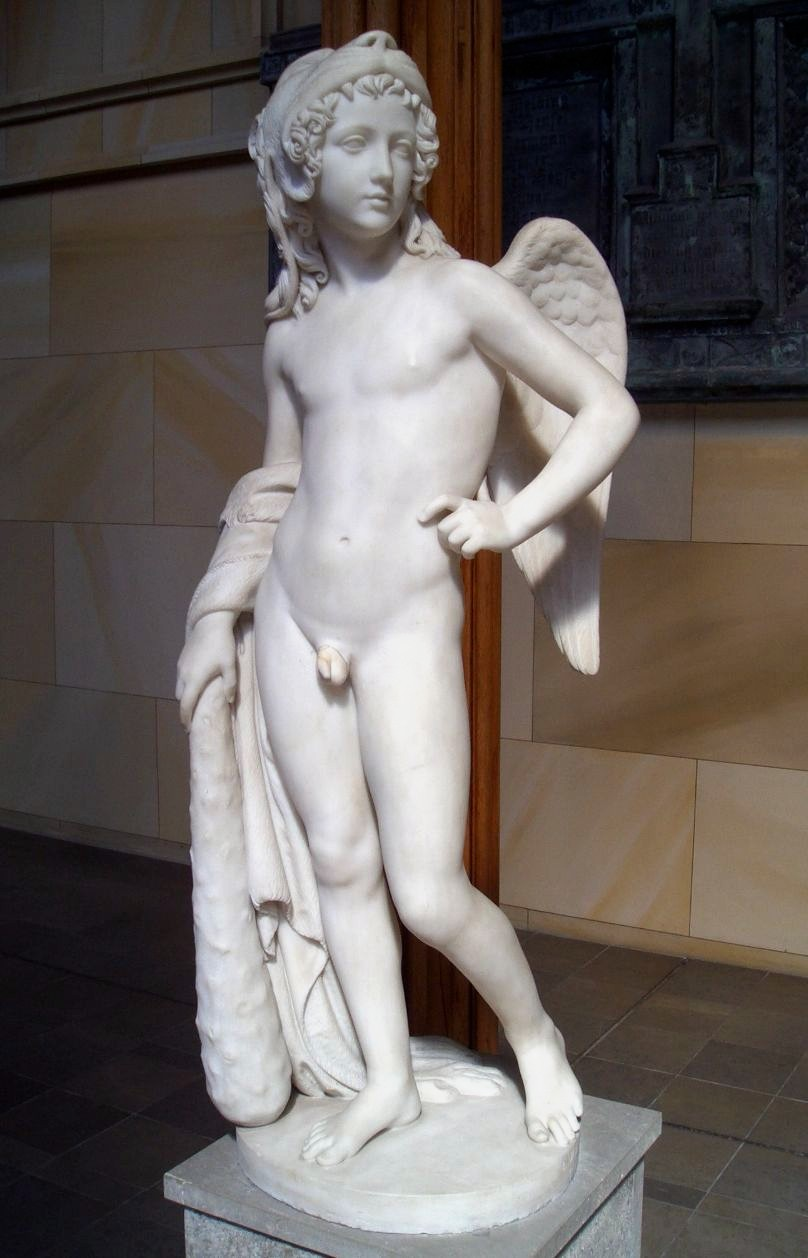
Eros, d'Emil Wolff. 1836.
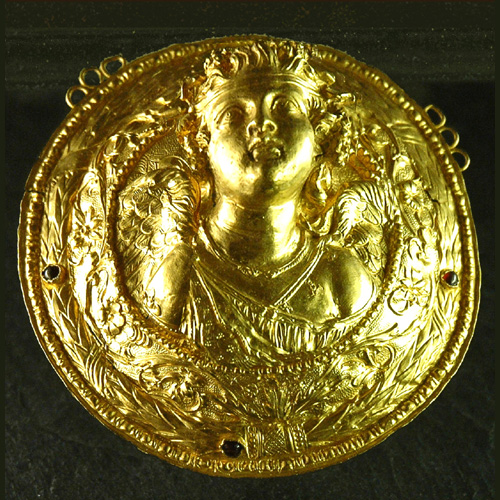
Medalló amb la imatge d'Eros, finals del segle iii a. C. Museu del Louvre.
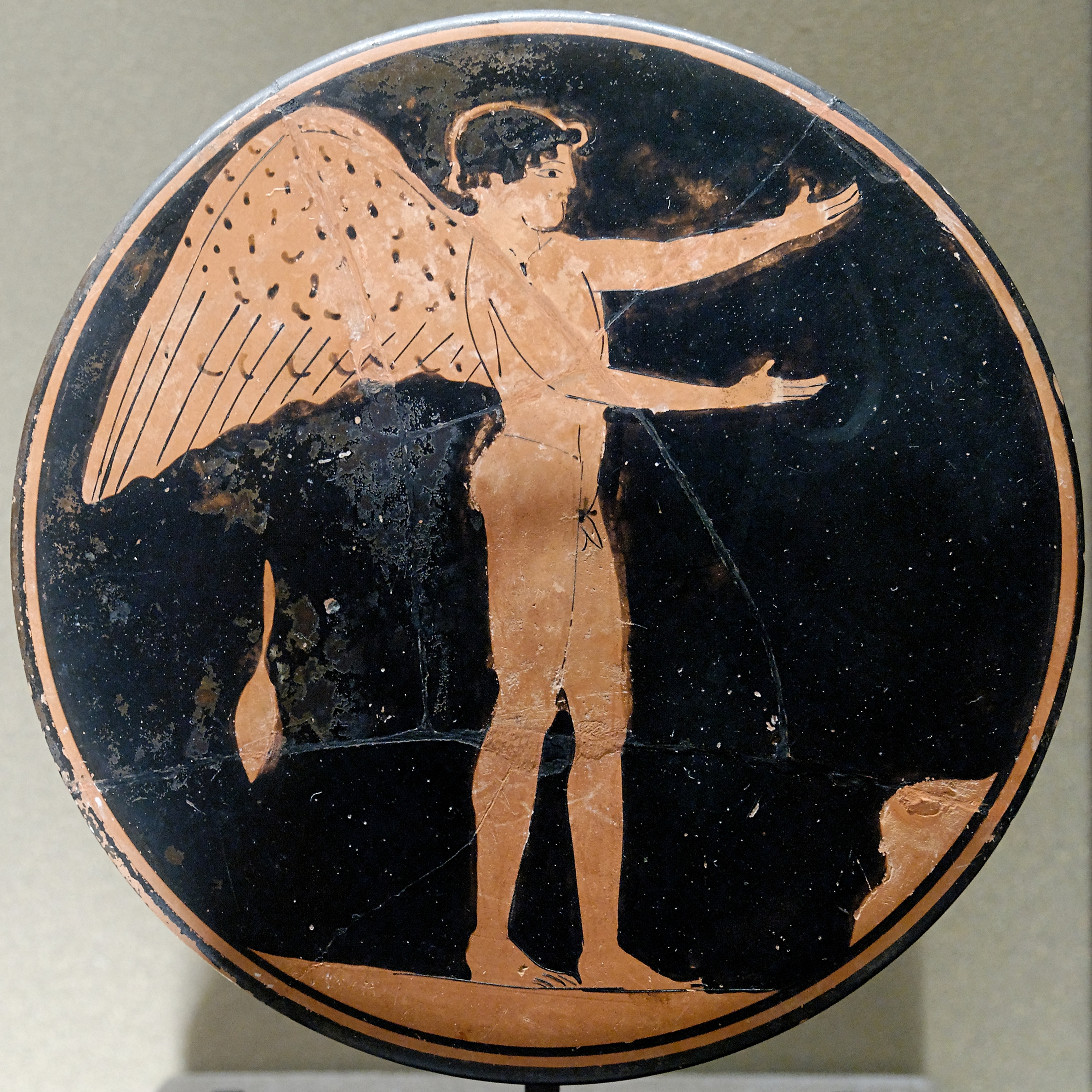
Eros. Carret àtic de figures roges, c. 470-450 a. C.
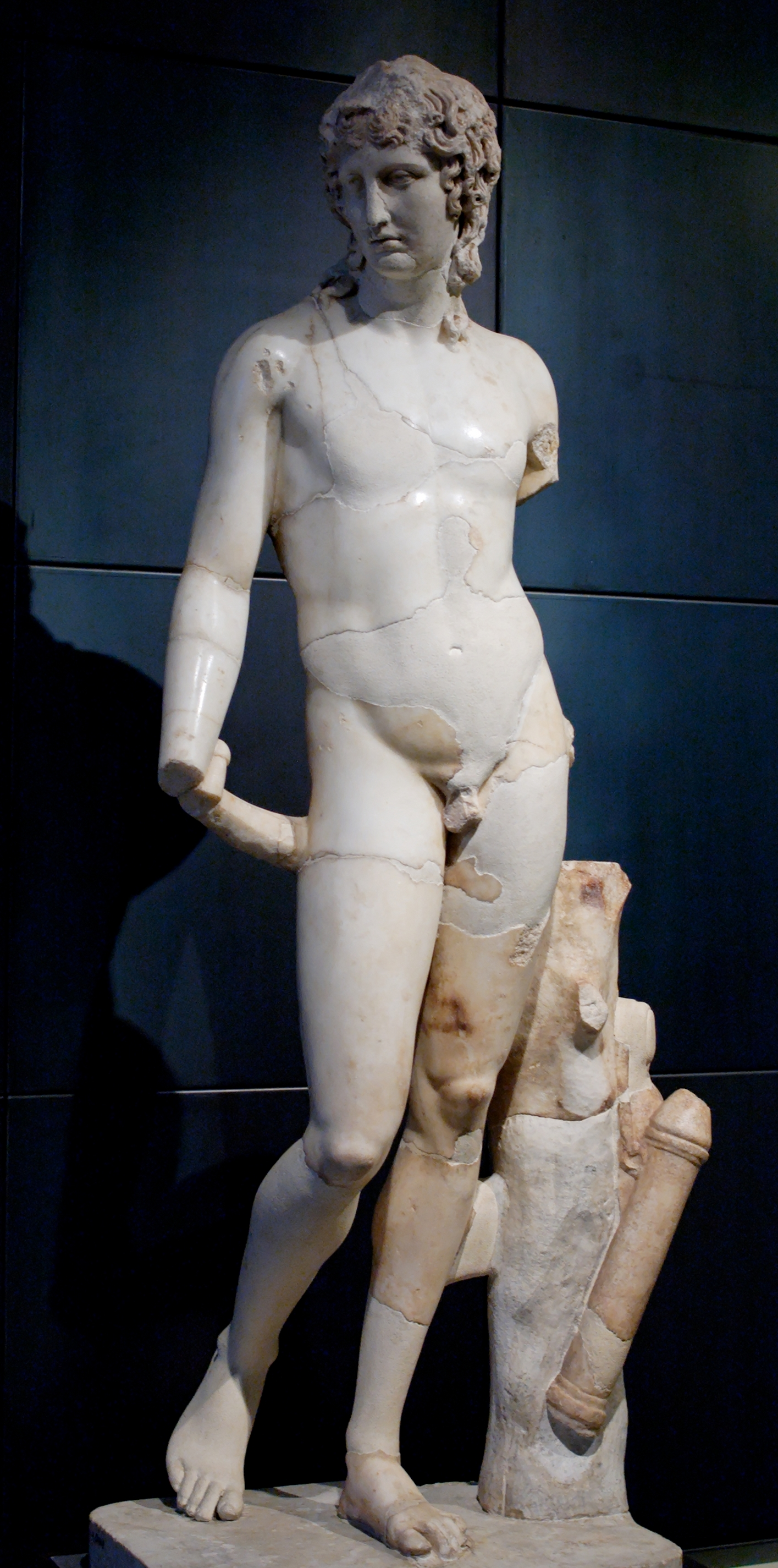
Eros Thanatos, còpia romana de l'original grec. Museus Capitolins, Roma.